# Споменик Тополивцу
Споменик Тополивцу постављен је 1977. у Крагујевцу, и рад је српског и југословенског вајара Ота Лога. Налази се испред Управне зграде Заставе у Косовској улици.
Споменик представља радника ливца, и везује се за индустријску експанзију и период јаког утицаја радничке класе у Крагујевцу и Србији. Тополивница која је 1851. премештена из Београда у Крагујевац, представљала је један од зачетака индустријске производње у Србији, а ливци су били једни од првих индустријских радника.
На постаменту споменика се налази приказ заставе коју су крагујевачки радници носили на првим радничким демонстрацијама у Србији, током догађаја из 1875. познатог као Црвени барјак.
На месту Споменика Тополивцу, у Краљевини Југославији се налазио споменик Краљу Александру висок 6 метара.